# Тутуила
Тутуила (англ. Tutuila) — крупнейший и самый главный остров Американского Самоа. Третий по величине остров архипелага Самоа.

## География
Площадь Тутуилы составляет 142,3 км². Высшая точка — пик Матафао (653 м). Восточное побережье острова холмистое, южное — равнинное. К востоку расположен остров Аунуу.

## История
В первой половине XIX века остров носил название Маоуна. 
Открыт в 1722 году голландским мореплавателем Якобом Роггевеном. В 1768 году мимо него проплывал французский мореплаватель Луи Антуан Бугенвиль, не высаживаясь на берег.
В 1787 году на острове в ходе вспыхнувшего конфликта с аборигенами был убит вместе с 12 матросами французский мореплаватель Флёрио де Лангль, капитан фрегата «Астролябия», второго судна кругосветной экспедиции Жана-Франсуа Лаперуза. С этих пор население Маоуны приобретает у путешественников недобрую славу воинственных людоедов. 
В начале XIX века самоанское общество находилось на стадии разложения первобытно-общинного строя. Вожди района Атуа, куда входил и остров Маоуна, враждовали с вождями трех других районов архипелага.
В 1824 году Маоуну посетила русская кругосветная экспедиция Отто Коцебу, безуспешно пытавшаяся вступить в торгово-меновые отношения с местными жителями. В своих записках О. Е. Коцебу отмечает крайнюю агрессивность и воинственность последних, не характерную для населения остальных островов архипелага.
Постоянное европейское поселение на острове основали в 1830 году английские миссионеры. 
Остров был передан в управление США в 1900 году.

## Население
В 2010 году численность населения острова составляла 53 943 человек. На Тутуиле расположена столица Американского Самоа — город Паго-Паго и местопребывание правительства — деревня Фагатого. Жители в основном занимаются производством копры, ремеслом.